# Claus von Ahlefeldt (Amtshauptmann)
Claus (Klaus) von Ahlefeldt (* 1420; † Juni 1486) war Amtshauptmann und Herr auf Gut Marslev und Torp. 

## Leben
Claus von Ahlefeldt war der Sohn des adligen Gutsherrn Johann von Ahlefeldt (1399–1463), Herr auf Lehmkuhlen und Wittmoldt, und dessen Frau Anna geb. von Wiltberg. Seine Frau war eine geborene von Svave. Claus von Ahlefeldt war Herr der Güter Maslev und Torp, Landrat in Holstein sowie Pfandherr von Tilen und Flensburg. Von 1455 bis 1459 war er Amtshauptmann unter dem Herzog Adolf VIII. von Holstein in Tønder. Nach dem Tod des Herzogs übte er die gleiche Position unter König Christian I. von Dänemark, Norwegen und Schweden aus, der die dänische Herrschaft über Schleswig-Holstein begründete. Im Jahre 1473 unterzeichnete er die Privilegien von Ditmarschen und bekam im Gegenzug die Burglehnen zu Haderslev. Ab 1474 war er Lübecker Schlosshauptmann in Kiel.